# Spielvereinigung Unterhaching 2019-2020
Questa voce raccoglie le informazioni riguardanti la Spielvereinigung Unterhaching nelle competizioni ufficiali della stagione 2019-2020.

## Stagione
Nella stagione 2019-2020 l'Unterhaching, allenato da Claus Schromm, concluse il campionato di 3. Liga all'11º posto. In Coppa Baviera l'Unterhaching fu eliminato ai quarti di finale dal Monaco 1860.

## Rosa
| N. |                     | Ruolo | Calciatore          |
| -- | ------------------- | ----- | ------------------- |
| 1  | Germania (bandiera) | P     | Nico Mantl          |
| 4  | Germania (bandiera) | D     | Alexander Winkler   |
| 5  | Germania (bandiera) | D     | Josef Welzmüller    |
| 6  | Germania (bandiera) | D     | Marc Endres         |
| 7  | Germania (bandiera) | A     | Dominik Stroh-Engel |
| 8  | Germania (bandiera) | D     | Max Dombrowka       |
| 9  | Germania (bandiera) | A     | Stephan Hain        |
| 10 | Georgia (bandiera)  | C     | Lucas Hufnagel      |
| 11 | Germania (bandiera) | A     | Florian Dietz       |
| 13 | Germania (bandiera) | C     | Jim-Patrick Müller  |
| 15 | Germania (bandiera) | D     | Christoph Greger    |
| 17 | Germania (bandiera) | D     | Jannik Bandowski    |
| 19 | Germania (bandiera) | A     | Maximilian Krauß    |
| 20 | Germania (bandiera) | C     | Dominik Stahl       |
| 21 | Germania (bandiera) | C     | Sascha Bigalke      |

| N. |                      | Ruolo | Calciatore       |
| -- | -------------------- | ----- | ---------------- |
| 22 | Germania (bandiera)  | P     | Steve Kroll      |
| 23 | Germania (bandiera)  | D     | Markus Schwabl   |
| 25 | Germania (bandiera)  | D     | Paul Grauschopf  |
| 26 | Germania (bandiera)  | D     | Niclas Stierlin  |
| 27 | Germania (bandiera)  | A     | Moritz Heinrich  |
| 28 | Germania (bandiera)  | D     | Jannis Turtschan |
| 29 | Germania (bandiera)  | A     | Felix Schröter   |
| 30 | Germania (bandiera)  | C     | Luca Marseiler   |
| 31 | Germania (bandiera)  | C     | Felix Müller     |
| 32 | Germania (bandiera)  | A     | Dominik Bacher   |
| 34 | Rep. Ceca (bandiera) | D     | Viktor Zentrich  |
| 35 | Germania (bandiera)  | C     | Alexander Fuchs  |
| 36 | Germania (bandiera)  | D     | Deniz Haimerl    |
| 41 | Germania (bandiera)  | P     | Michael Gurski   |

## Organigramma societario
Area tecnica
- Allenatore: Claus Schromm
- Allenatore in seconda: Sebastian Friedl, Steffen Galm, Patrick Irmler, Robert Lechleiter
- Preparatore dei portieri: Sebastian Wolf
- Preparatori atletici: Frank Thömmes, Georg Wallner, Sebastian Treiber

## Calciomercato

### Sessione estiva
| Acquisti | Acquisti            | Acquisti           | Acquisti |
| R.       | Nome                | da                 | Modalità |
| -------- | ------------------- | ------------------ | -------- |
| A        | Florian Dietz       | Werder Brema II    |          |
| A        | Dominik Stroh-Engel | Sconosciuta        |          |
| P        | Steve Kroll         | Sportfreunde Lotte |          |
| D        | Niclas Stierlin     | RB Lipsia          |          |
| D        | Jannik Bandowski    | Bochum             |          |
| D        | Paul Grauschopf     | Ingolstadt 04 II   |          |
| A        | Moritz Heinrich     | Preußen Münster    |          |
| C        | Stephan Mensah      | Karlsruhe U19      |          |
| A        | Arne Naudts         | Helmond Sport      |          |
| A        | Felix Schröter      | Illertissen        |          |

| Cessioni | Cessioni               | Cessioni         | Cessioni |
| R.       | Nome                   | a                | Modalità |
| -------- | ---------------------- | ---------------- | -------- |
| C        | Nicolaj Madsen         | Rosenheim 1860   |          |
| A        | Stefan Schimmer        | Heidenheim       |          |
| A        | Arne Naudts            | Lommel           |          |
| C        | Alexis Fambo           | Rosenheim 1860   |          |
| C        | Hong Hyun-seok         | Ulsan HD         |          |
| C        | Orestis Kiomourtzoglou | Heracles Almelo  |          |
| P        | Lukas Königshofer      | Uerdingen 05     |          |
| C        | Anes Osmanoski         | Bregalnica Štip  |          |
| C        | Finn Porath            | Holstein Kiel    |          |
| A        | Dominik Widemann       | Kickers Würzburg |          |

### Sessione invernale
| Acquisti | Acquisti        | Acquisti   | Acquisti |
| R.       | Nome            | da         | Modalità |
| -------- | --------------- | ---------- | -------- |
| C        | Alexander Fuchs | Norimberga |          |
| C        | Felix Müller    | Sandhausen |          |

| Cessioni | Cessioni          | Cessioni       | Cessioni |
| R.       | Nome              | a              | Modalità |
| -------- | ----------------- | -------------- | -------- |
| C        | Niclas Anspach    | Rosenheim 1860 |          |
| D        | Christoph Ehlich  | Rosenheim 1860 |          |
| C        | Alexander Kaltner | Rosenheim 1860 |          |
| C        | Stephan Mensah    | Rosenheim 1860 |          |
| D        | Maximilian Bauer  | Schweinfurt 05 |          |

## Risultati

### 3. Liga

#### Girone di andata
| Arbitro: | Jablonski |

|          |           |              |
| Pick 19’ | Marcatori | 50’ Hufnagel |

| Arbitro: | Günsch |

|                                                       |           |                                            |
| Schimmer 34’, 45’ Ehlich 88’ Winkler 90’ Heinrich 90’ | Marcatori | 5’ Hemmerich 8’ Pfeiffer 42’, 49’ Widemann |

| Arbitro: | Pfeifer |

|                         |           |                           |
| Rodríguez 29’ Evina 30’ | Marcatori | 5’ Marseiler 14’ Heinrich |

| Arbitro: | Gasteier |

|              |           |  |
| Schröter 29’ | Marcatori |  |

| Arbitro: | Burda |

|  |           |                          |
|  | Marcatori | 63’ Heinrich 69’ Bigalke |

| Arbitro: | Siewer |

|  |           |                              |
|  | Marcatori | 7’ Guttau 58’ Boyd 64’ Göbel |

| Arbitro: | Winter |

|           |           |                                  |
| Singh 38’ | Marcatori | 10’ Schröter 59’ (aut.) Richards |

| Arbitro: | Heft |

|                             |           |            |
| Stroh-Engel 25’ (rig.), 51’ | Marcatori | 60’ García |

| Arbitro: | Hussein |

|                         |           |  |
| Müller 14’ Schröter 19’ | Marcatori |  |

| Ingolstadt 30 settembre 2019, ore 19:00 CEST 10ª giornata | Ingolstadt 04      | 0 – 0 referto | Unterhaching | Audi-Sportpark (5 784 spett.)\| Arbitro: \| Waschitzki-Günther \| |
| Arbitro:                                                  | Waschitzki-Günther |               |              |                                                                   |

| Arbitro: | Lechner |

|                           |           |                                      |
| Müller 8’ Stroh-Engel 31’ | Marcatori | 67’ Schnellbacher 83’ (rig.) Dadaşov |

| Braunschweig 19 ottobre 2019, ore 14:00 CEST 12ª giornata | Eintracht Braunschweig | 0 – 0 referto | Unterhaching | Eintracht-Stadion (17 717 spett.)\| Arbitro: \| Jöllenbeck \| |
| Arbitro:                                                  | Jöllenbeck             |               |              |                                                               |

| Unterhaching 26 ottobre 2019, ore 14:00 CEST 13ª giornata | Unterhaching | 0 – 0 referto | Zwickau | Sportpark Unterhaching (2 750 spett.)\| Arbitro: \| Bokop \| |
| Arbitro:                                                  | Bokop        |               |         |                                                              |

| Arbitro: | Pfeifer |

|  |           |                               |
|  | Marcatori | 30’, 83’ Heinrich 58’ Winkler |

| Unterhaching 9 novembre 2019, ore 14:00 CET 15ª giornata | Unterhaching | 0 – 0 referto | Meppen | Sportpark Unterhaching (2 000 spett.)\| Arbitro: \| Zorn \| |
| Arbitro:                                                 | Zorn         |               |        |                                                             |

| Arbitro: | Burda |

|                                     |           |  |
| Preißinger 3’ Müller 34’ Chahed 47’ | Marcatori |  |

| Arbitro: | Ittrich |

|                              |           |                             |
| Stroh-Engel 18’ Heinrich 80’ | Marcatori | 24’, 90’ Mölders 52’ Rieder |

| Arbitro: | Müller |

|  |           |                                          |
|  | Marcatori | 25’ Schröter 45’ Stierlin 60’ Grauschopf |

| Arbitro: | Günsch |

|                           |           |                          |
| Schröter 23’ Heinrich 45’ | Marcatori | 15’ Vermeij 31’ Daschner |

#### Girone di ritorno
| Arbitro: | Sather |

|           |           |                |
| Greger 7’ | Marcatori | 51’ Kühlwetter |

| Arbitro: | Braun |

|              |           |                                |
| Pfeiffer 46’ | Marcatori | 67’ (rig.) Greger 75’ Hufnagel |

| Arbitro: | Winter |

|            |           |  |
| Greger 14’ | Marcatori |  |

| Arbitro: | Benen |

|              |           |                 |
| Neidhart 60’ | Marcatori | 79’ Stroh-Engel |

| Arbitro: | Exner |

|                        |           |            |
| Stroh-Engel 62’ (rig.) | Marcatori | 2’ Bunjaku |

| Arbitro: | Müller |

|                                              |           |                                        |
| Stroh-Engel 38’ (aut.) Bahn 72’ Nietfeld 88’ | Marcatori | 2’, 14’, 58’ Stroh-Engel 82’, 90’ Hain |

| Arbitro: | Lossius |

|  |           |         |
|  | Marcatori | 24’ Arp |

| Arbitro: | Bokop |

|              |           |  |
| Reddemann 5’ | Marcatori |  |

| Arbitro: | Schlager |

|  |           |                       |
|  | Marcatori | 45’ Schröter 48’ Hain |

| Arbitro: | Reichel |

|                   |           |                               |
| Ananou 13’ (aut.) | Marcatori | 19’ Eckert-Ayensa 54’ Wolfram |

| Arbitro: | Benen |

|                      |           |              |
| Cueto 14’ Königs 24’ | Marcatori | 77’ Schröter |

| Arbitro: | Hanslbauer |

|            |           |                                    |
| Schwabl 9’ | Marcatori | 24’ Feigenspan 26’, 45’ Kobylański |

| Arbitro: | Burda |

|                            |           |                                      |
| Schröter 24’, 57’ Huth 42’ | Marcatori | 3’ Winkler 5’ Grauschopf 84’ Bigalke |

| Unterhaching 17 giugno 2020, ore 19:00 CEST 33ª giornata | Unterhaching | 0 – 0 referto | Waldhof Mannheim | Sportpark Unterhaching (0 spett.)\| Arbitro: \| Jöllenbeck \| |
| Arbitro:                                                 | Jöllenbeck   |               |                  |                                                               |

| Arbitro: | Braun |

|                                  |           |  |
| Undav 12’ Piossek 85’ Evseev 90’ | Marcatori |  |

| Unterhaching 24 giugno 2020, ore 19:00 CEST 35ª giornata | Unterhaching | 0 – 0 referto | Magdeburgo | Sportpark Unterhaching (0 spett.)\| Arbitro: \| Hanslbauer \| |
| Arbitro:                                                 | Hanslbauer   |               |            |                                                               |

| Arbitro: | Badstübner |

|                       |           |  |
| Dressel 39’, 58’, 73’ | Marcatori |  |

| Arbitro: | Osmanagic |

|                             |           |                            |
| Grauschopf 71’ Schröter 90’ | Marcatori | 59’ Eckardt 61’ Zejnullahu |

| Arbitro: | Heft |

|                                                      |           |  |
| Engin 45’ Karweina 54’ Slišković 67’ Stoppelkamp 72’ | Marcatori |  |

### Coppa Baviera
| 6 agosto 2019, ore 18:30 CEST Primo turno | DJK Utzenhofen | 1 – 10 | Unterhaching |  |

| 21 agosto 2019, ore 18:00 CEST Secondo turno | TSV Wacker 50 Neutraubling | 0 – 4 | Unterhaching |  |

| 4 settembre 2019, ore 19:00 CEST Ottavi di finale | Türkgücü | 2 – 3 | Unterhaching |  |

| Arbitro: | Hartmann |

|                              |                      |                                              |
| Owusu 64’                    | Marcatori            | 41’ Dietz                                    |
| Gebhart Wein Steinhart Weber | Tiri di rigore 3 – 2 | Greger Grauschopf Hufnagel Schröter Heinrich |

## Statistiche

### Statistiche di squadra
| Competizione  | Punti | In casa | In casa | In casa | In casa | In casa | In casa | In trasferta | In trasferta | In trasferta | In trasferta | In trasferta | In trasferta | Totale | Totale | Totale | Totale | Totale | Totale | DR  |
| Competizione  | Punti | G       | V       | N       | P       | Gf      | Gs      | G            | V            | N            | P            | Gf           | Gs           | G      | V      | N      | P      | Gf     | Gs     | DR  |
| ------------- | ----- | ------- | ------- | ------- | ------- | ------- | ------- | ------------ | ------------ | ------------ | ------------ | ------------ | ------------ | ------ | ------ | ------ | ------ | ------ | ------ | --- |
| 3. Liga       | 51    | 19      | 5       | 9       | 5       | 23      | 25      | 19           | 7            | 6            | 6            | 27           | 28           | 38     | 12     | 15     | 11     | 50     | 53     | -3  |
| Coppa Baviera | -     | 0       | 0       | 0       | 0       | 0       | 0       | 4            | 3            | 1            | 0            | 18           | 4            | 4      | 3      | 1      | 0      | 18     | 4      | +14 |
| Totale        | 51    | 19      | 5       | 9       | 5       | 23      | 25      | 23           | 10           | 7            | 6            | 45           | 32           | 42     | 15     | 16     | 11     | 68     | 57     | +11 |

### Andamento in campionato
| Giornata  | 1 | 2 | 3 | 4 | 5 | 6 | 7 | 8 | 9 | 10 | 11 | 12 | 13 | 14 | 15 | 16 | 17 | 18 | 19 | 20 | 21 | 22 | 23 | 24 | 25 | 26 | 27 | 28 | 29 | 30 | 31 | 32 | 33 | 34 | 35 | 36 | 37 | 38 |
| --------- | - | - | - | - | - | - | - | - | - | -- | -- | -- | -- | -- | -- | -- | -- | -- | -- | -- | -- | -- | -- | -- | -- | -- | -- | -- | -- | -- | -- | -- | -- | -- | -- | -- | -- | -- |
| Luogo     | T | C | T | C | T | C | T | C | C | T  | C  | T  | C  | T  | C  | T  | C  | T  | C  | C  | T  | C  | T  | C  | T  | C  | T  | T  | C  | T  | C  | T  | C  | T  | C  | T  | C  | T  |
| Risultato | N | V | N | V | V | P | V | V | V | N  | N  | N  | N  | V  | N  | P  | P  | V  | N  | N  | V  | V  | N  | N  | V  | P  | P  | V  | P  | P  | P  | N  | N  | P  | N  | P  | N  | P  |
| Posizione | 9 | 6 | 6 | 5 | 4 | 6 | 4 | 3 | 1 | 1  | 1  | 2  | 4  | 2  | 3  | 5  | 5  | 5  | 4  | 5  | 4  | 3  | 3  | 3  | 2  | 2  | 3  | 2  | 2  | 5  | 9  | 9  | 8  | 10 | 10 | 11 | 11 | 11 |

Legenda:

Luogo: C = Casa; T = Trasferta. Risultato: V = Vittoria; N = Pareggio; P = Sconfitta.

### Statistiche dei giocatori
| Giocatore      | 3. Liga  | 3. Liga | 3. Liga     | 3. Liga    | Coppa Baviera | Coppa Baviera | Coppa Baviera | Coppa Baviera | Totale   | Totale | Totale      | Totale     |
| Giocatore      | Presenze | Reti    | Ammonizioni | Espulsioni | Presenze      | Reti          | Ammonizioni   | Espulsioni    | Presenze | Reti   | Ammonizioni | Espulsioni |
| -------------- | -------- | ------- | ----------- | ---------- | ------------- | ------------- | ------------- | ------------- | -------- | ------ | ----------- | ---------- |
| N. Anspach     | 0        | 0       | 0           | 0          | 0             | 0             | 0             | 0             | 0        | 0      | 0           | 0          |
| D. Bacher      | 2        | 0       | 0           | 0          | 0             | 0             | 0             | 0             | 2        | 0      | 0           | 0          |
| J. Bandowski   | 14       | 0       | 2           | 0          | 0             | 0             | 0             | 0             | 14       | 0      | 2           | 0          |
| S. Bigalke     | 25       | 2       | 4           | 0          | 1             | 0             | 0             | 0             | 26       | 2      | 4           | 0          |
| F. Dietz       | 20       | 0       | 4           | 0          | 1             | 1             | 0             | 0             | 21       | 1      | 4           | 0          |
| M. Dombrowka   | 30       | 0       | 6           | 0          | 0             | 0             | 0             | 0             | 30       | 0      | 6           | 0          |
| C. Ehlich      | 7        | 1       | 0           | 0          | 0             | 0             | 0             | 0             | 7        | 1      | 0           | 0          |
| M. Endres      | 7        | 0       | 3           | 0          | 0             | 0             | 0             | 0             | 7        | 0      | 3           | 0          |
| A. Fuchs       | 16       | 0       | 3           | 0          | 0             | 0             | 0             | 0             | 16       | 0      | 3           | 0          |
| P. Grauschopf  | 17       | 3       | 4           | 0          | 1             | 0             | 0             | 0             | 18       | 3      | 4           | 0          |
| C. Greger      | 34       | 3       | 9           | 0          | 1             | 0             | 0             | 0             | 35       | 3      | 9           | 0          |
| L. Grob        | 0        | 0       | 0           | 0          | 0             | 0             | 0             | 0             | 0        | 0      | 0           | 0          |
| M. Gurski      | 0        | 0       | 0           | 0          | 0             | 0             | 0             | 0             | 0        | 0      | 0           | 0          |
| F. Göttlicher  | 0        | 0       | 0           | 0          | 0             | 0             | 0             | 0             | 0        | 0      | 0           | 0          |
| T. Hagn        | 3        | 0       | 1           | 0          | 0             | 0             | 0             | 0             | 3        | 0      | 1           | 0          |
| D. Haimerl     | 1        | 0       | 0           | 0          | 0             | 0             | 0             | 0             | 1        | 0      | 0           | 0          |
| S. Hain        | 22       | 3       | 0           | 0          | 1             | 0             | 0             | 0             | 23       | 3      | 0           | 0          |
| P. Hasenhüttl  | 0        | 0       | 0           | 0          | 0             | 0             | 0             | 0             | 0        | 0      | 0           | 0          |
| D. Hausmann    | 0        | 0       | 0           | 0          | 0             | 0             | 0             | 0             | 0        | 0      | 0           | 0          |
| M. Heinrich    | 33       | 7       | 6           | 0          | 1             | 0             | 0             | 0             | 34       | 7      | 6           | 0          |
| A. Hirtlreiter | 0        | 0       | 0           | 0          | 0             | 0             | 0             | 0             | 0        | 0      | 0           | 0          |
| L. Hufnagel    | 34       | 2       | 5           | 0          | 1             | 0             | 0             | 0             | 35       | 2      | 5           | 0          |
| A. Kaltner     | 0        | 0       | 0           | 0          | 0             | 0             | 0             | 0             | 0        | 0      | 0           | 0          |
| M. Krauß       | 12       | 0       | 2           | 0          | 0             | 0             | 0             | 0             | 12       | 0      | 2           | 0          |
| S. Kroll       | 3        | 0       | 0           | 0          | 1             | 0             | 0             | 0             | 4        | 0      | 0           | 0          |
| N. Madsen      | 0        | 0       | 0           | 0          | 0             | 0             | 0             | 0             | 0        | 0      | 0           | 0          |
| N. Mantl       | 35       | 0       | 3           | 0          | 0             | 0             | 0             | 0             | 35       | 0      | 3           | 0          |
| L. Markert     | 0        | 0       | 0           | 0          | 0             | 0             | 0             | 0             | 0        | 0      | 0           | 0          |
| L. Marseiler   | 12       | 1       | 2           | 0          | 0             | 0             | 0             | 0             | 12       | 1      | 2           | 0          |
| B. Mashigo     | 0        | 0       | 0           | 0          | 0             | 0             | 0             | 0             | 0        | 0      | 0           | 0          |
| S. Mensah      | 1        | 0       | 0           | 0          | 0             | 0             | 0             | 0             | 1        | 0      | 0           | 0          |
| F. Müller      | 11       | 0       | 4           | 0          | 0             | 0             | 0             | 0             | 11       | 0      | 4           | 0          |
| J. Müller      | 30       | 2       | 7           | 1          | 1             | 0             | 0             | 0             | 31       | 2      | 7           | 1          |
| J. Richter     | 0        | 0       | 0           | 0          | 0             | 0             | 0             | 0             | 0        | 0      | 0           | 0          |
| S. Schimmer    | 4        | 2       | 0           | 0          | 0             | 0             | 0             | 0             | 4        | 2      | 0           | 0          |
| F. Schröter    | 33       | 8       | 4           | 0          | 1             | 0             | 0             | 0             | 34       | 8      | 4           | 0          |
| M. Schwabl     | 25       | 1       | 7           | 1          | 1             | 0             | 0             | 0             | 26       | 1      | 7           | 1          |
| D. Stahl       | 26       | 0       | 6           | 0          | 1             | 0             | 0             | 0             | 27       | 0      | 6           | 0          |
| N. Stierlin    | 23       | 1       | 3           | 0          | 1             | 0             | 1             | 0             | 24       | 1      | 4           | 0          |
| D. Stroh-Engel | 30       | 9       | 5           | 0          | 0             | 0             | 0             | 0             | 30       | 9      | 5           | 0          |
| J. Turtschan   | 2        | 0       | 0           | 0          | 0             | 0             | 0             | 0             | 2        | 0      | 0           | 0          |
| L. Volkmer     | 0        | 0       | 0           | 0          | 0             | 0             | 0             | 0             | 0        | 0      | 0           | 0          |
| J. Welzmüller  | 1        | 0       | 0           | 0          | 0             | 0             | 0             | 0             | 1        | 0      | 0           | 0          |
| A. Winkler     | 34       | 3       | 8           | 1          | 1             | 0             | 0             | 0             | 35       | 3      | 8           | 1          |
| V. Zentrich    | 1        | 0       | 0           | 0          | 0             | 0             | 0             | 0             | 1        | 0      | 0           | 0          |